# Шангуань Чжоу

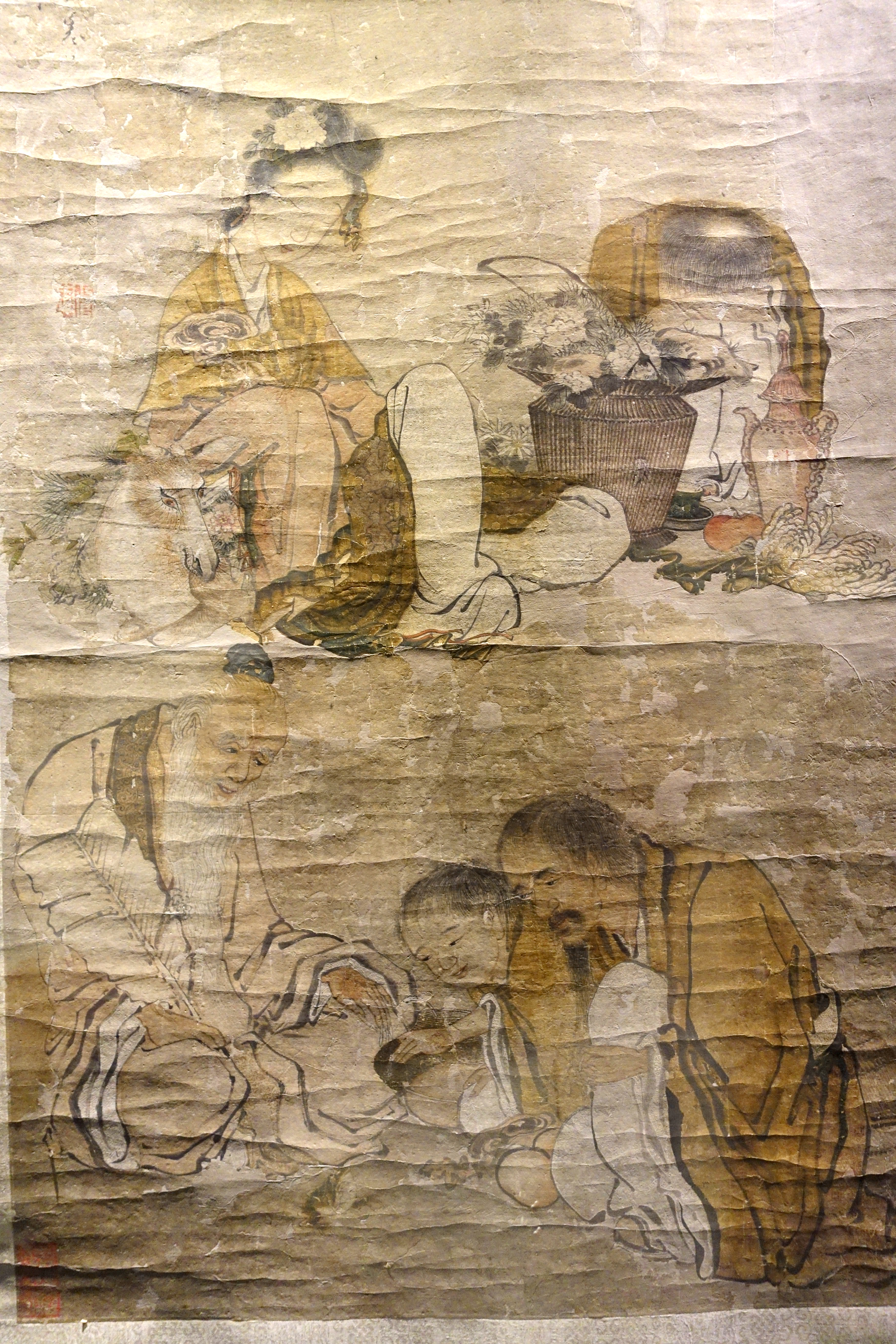
Шангуань Чжоу. «Даосские бессмертные», бумага, китайская тушь, краски. Музеу ду Ориенти, Лиссабон.

Шангуань Чжоу (кит. трад. 上官周, пиньинь Shàngguān Zhōu, W.-G.: Shang-kuan Chou, L.-O.: Schang-kuan Tschóu, EFEO: Chang kouan Tcheou), — по прозванию Чжучжуан (кит. трад. 竹庄, пиньинь Zhuzhuang, W.-G.: Chu-chuang, L.-O.: Tschu-tschuang, EFEO: Tchou tchouang), — художник, каллиграф и поэт цинского времени (1664 / 1665 ～ ?1749 или ?1752), автор сборника «Ваньсяотан хуачжуань» («Иллюстрированные биографии из зала „Старческого смеха“»), 1743, — собрания портретов-ксилографий знаменитых персонажей китайской истории.

## Биография
Родителями был наречён (原名, юаньмин) Шисянем (кит. трад. 世显, пиньинь Shìxiǎn). Взял второе имя (цзы 字) — Вэньцзо (кит. трад. 文佐, пиньинь Wenzuo, W.-G.: Wên-tso, подписывался (хао кит. трад. 號, упр. 号) так же — Шангуань Вэньцзо 官周文左, Чжучжуан 竹庄
Родился на территории современного Чантина (Фуцзянь); несмотря на звучную фамилию («Шангуань» — «Верховный правитель»), вероятнее всего происходил из семьи крестьян-простолюдинов ханьской субэтнической общности хакка, — но потому, несмотря даже на «незнатность» происхождения, как многие хакка, мог получить хорошее традиционное образование.
Его творчество современные китайские исследователи нередко рассматривают в контексте выделившейся при поздней Мин «южной школы». Достоверных биографических сведений о жизни художника сохранилось мало.
Юные годы пришлись на трудное время. В родной Фуцзяни крайне непростая обстановка: череда восстаний при Канси, жестоко подавленных правительственными войсками (хакка, при этом занимали сложную позицию — неясно, кого поддерживали).
Предположительно, уже в молодости Шангуань Чжоу побывал при дворе и получал «государственные» заказы, — однако очевидно, что до последних дней жизни он оставался т. н. «самодеятельным» «профессиональным» художником, зарабатывавшем на жизнь написанием картин.
В 79-летнем возрасте напечатал «Иллюстрированные биографии из зала „Старческого смеха“» («Ваньсяотан хуачжуань»).
В 85 лет — написал свиток «Вой ветра в Главном павильоне» 《台阁风声图》 Архивная копия от 12 июня 2018 на Wayback Machine.
Точная дата смерти неизвестна.

## Творчество
Прославился в жанрах шань-шуй (山水画, «горы и воды») и жэнь-у (人物画, «люди и вещи»).
Как и у других «самодеятельных» художников «Южной школы» той эпохи, в работах Шангуань Чжоу некоторые исследователи склонны отмечать знакомство с «западной живописью».
Возможно, обучался живописи у кого-то из учеников Цзэн Цзина (曾鲸 1564—1647), крупного южного мастера «портретной» живописи.
Как мастер «пейзажной живописи» ценился современниками очень высоко.
В Шэньянском Гугуне (Мукден) сохранились 4 (из 12) шёлковых свитка его «Пейзажей» (山水图, 80 × 21 см), — написанные в 1683 году (22-й год эпохи Канси) 18-летним мастером: «Читая „Книгу Перемен“ в осеннем лесу», «Туманная река сквозь холмистые горы», «Горный храм в облачной дымке» и «Заснеженные горы».
Известная его работа, с символическим названием «Парусник выходит из теснины» Архивная копия от 12 июня 2018 на Wayback Machine (《艚篷出峡图》, 54,3 × 11,9 см; 1706) — хранится в коллекции знаменитого пекинского «издательства» высококачественных копий «Жунбаочжай».
Современник, знаменитый поэт и литератор Чжа Шэньсин (查慎行, 1650—1727) давал его «пейзажам» высочайшую оценку — ставил вровень с Гу Кайчжи…
Предполагается, что наряду с другими художниками, под началом одного из знаменитых «Четырёх Ванов» (四王) — Ван Хуэя (王翬, 1632—1717), принял участие в создании грандиозной «серии» картин-свитков о втором инспекционном туре Сюанье по усмирённому после долгих волнений Югу страны — «Южная поездка императора Канси» (《康熙南巡盛典图》, 1691~1698; 12 цзюаней; шёлк, тушь, краски; 67,8 см по вертикали, диапазон по горизонтали 1555 ~ 2612,5 см; Гугун, Пекин) 1 Архивная копия от 12 июня 2018 на Wayback Machine; 2 Архивная копия от 12 июня 2018 на Wayback Machine 3 Архивная копия от 12 июня 2018 на Wayback Machine.
Возможность убедиться в техническом мастерстве и масштабе художника представлялась в работах (преимущественно в жанре шань-шуй), которые в последние годы выставляли крупнейшие аукционные дома.
На престижных аукционах последних лет регулярно появляются свитки, альбомы и образцы каллиграфии с печатями, или подписанные именем Шангуань Чжоу, — однако на арт-рынке традиционно циркулирует и много «стилизаций» и подделок.
На китайских аукционах нередко появляются его картины в жанре жэнь-у — «Возвращение пьяного Ли Бо» Архивная копия от 12 июня 2018 на Wayback Machine (《太白醉归图》, 76 × 53 см) и др.

### «Южная школа» живописи
Шангуань Чжоу рассматривают в контексте т. н. «фузцзяньской школы живописи» (миньхуа 闽画).
Миньси саньцзе «闽西三杰» — «Три богатыря Западной Фуцзяни»: Хуа Янь, Шангуань Чжоу, Хуан Шэнь.
Считается, что Шангуань Чжоу мог оказать влияние на становление своего знаменитого младшего земляка Хуан Шэня (黄慎, 1687—1772), одного из «Восьми янчжоуских чудаков».
Предположительно оказывал влияние на современное «декоративно-прикладное» искусство и роспись фарфора (становление т. н. «кантонской школы»).

### «Влияние» европейского искусства
Работы Шангуань Чжоу уже в XIX веке попали в европейские коллекции.
Фридрих Хирт, а за ним Майкл Салливан, и другие учёные-ориенталисты увидели в них «западное влияние». По версии Хирта, Шангуань Чжоу был знаком с «западной», — европейской живописью. Действительно, на Юге — в Фудзяни и Гуандуне, где прошла творческая деятельность художника, активно действовали иезуиты.
Альбер Мейбон сравнивал экспрессию хранящегося в Музее Гиме «Воина» (тушь, минеральные краски, бумага, 0,15 м x 0,87 м) с манерой Калло — «бесшабашность» образа, объём, светотень и т. д., — всё, по его мнению, доказывало влияние «западной» живописной манеры…
Однако «западное влияние» вряд ли ограничилось рисунками заезжих иезуитов, — слишком большой и самобытный художник. Несомненно, что в творчестве Шаньгуан Чжоу аккумулировал традицию, личный опыт, художественные и просто практичные находки современников и предшественников.

### «Иллюстрированные биографии из зала „Старческого смеха“», 1743
Основная статья: «Ваньсяотан хуачжуань»
Кисти Шангуань Чжоу принадлежит, в частности, «портативная» галерея знаменитых персонажей китайской истории, ксилографическое издание которой в Гуандуне в 1743 году получило весьма широкое хождение в Цинской империи и далеко за её пределами.
Сборник оказал огромное влияние на китайскую культуру, породив подражания. Пользовался популярностью в Японии. Лу Синь не переставал им восхищаться.
Фридрих Хирт отмечал издание «Ваньсяотана» как важную веху в развитии китайской живописи.
Гравюры из сборника вошли в «цзяцинскую» «Четвёртую часть» (1818 года) «Слова о живописи из Сада с горчичное зерно».

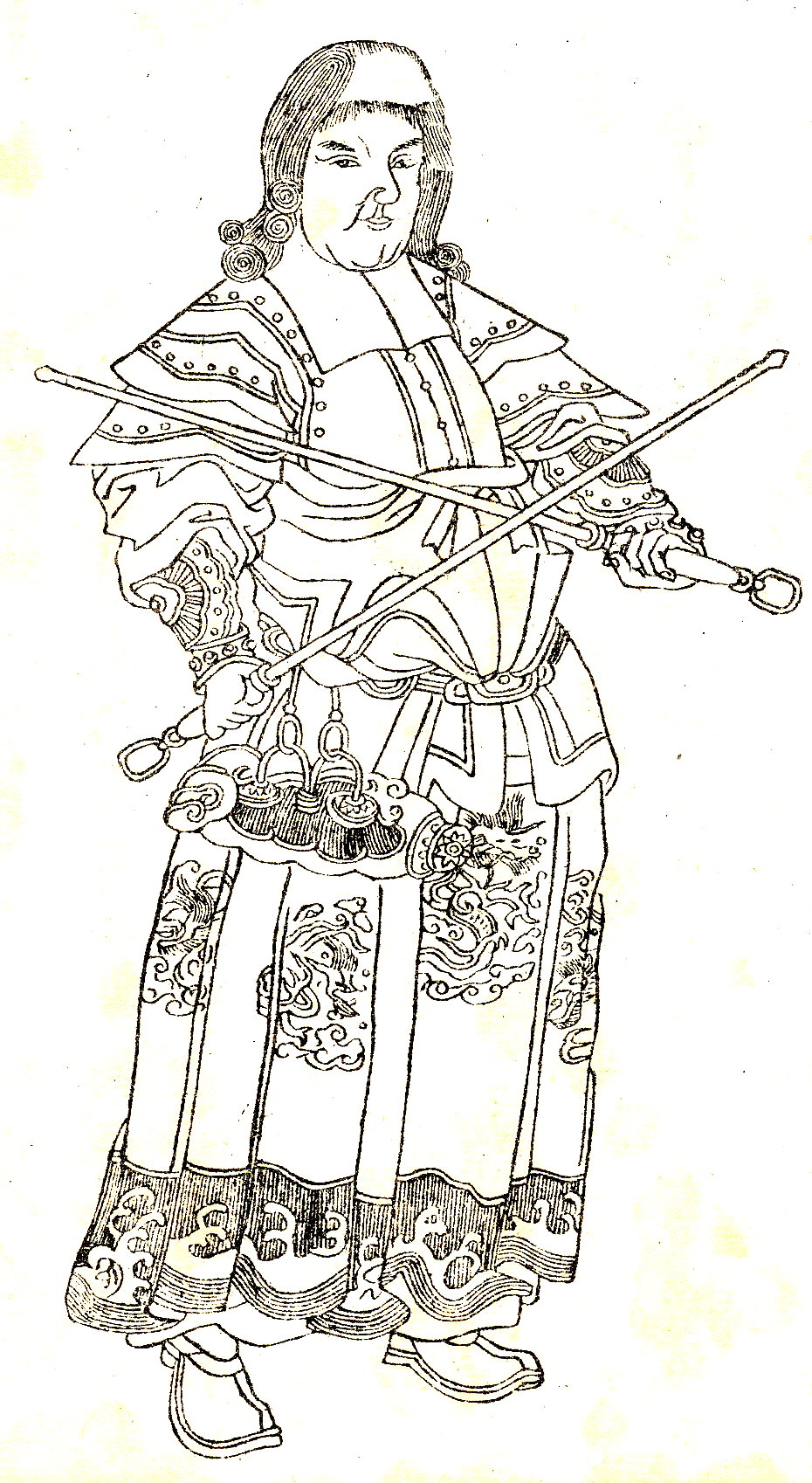
Портрет Ди Цина (W.-G.: Ti Ch’ing, L.-O.: Ti-ts’ing, 1008—1057), прославленного героя-полководца и знатока военных трактатов — иллюстрация из сборника Шангуань Чжоу «Ваньсяотан хуачжуань», 1743. Её копию приводит Ф. Хирт для доказательства «западного влияния» на манеру ряда китайских художников. «Фантастичное» облачение северосунского генерала (прекрасный наездник и стрелок, неоднократно принимал участие в военных действиях против соседей империи и в подавлении мятежей), — его завитой парик и весь «верх», воспроизводящий североевропейские элементы городского костюма ХVII в., — выделяется в галерее образов «Ваньсяотана», славящихся традиционностью и даже «исторической» достоверностью изображения. Подобная репрезентация героя, подчёркивала иронический модус всего собрания портретов и, возможно, связана с фамилией знаменитого военачальника: Ди (狄), со времён Сражающихся царств означало «северный варвар»… — Ср.: оригинал 1743 г..